# Ingvald Frøysa
Ingvald Frøysa (12 giugno 1904 – 30 settembre 1990) è stato un calciatore norvegese, di ruolo portiere.

## Carriera

### Club
Frøysa giocò con la maglia dell'Aalesund.

### Nazionale
Conta una presenza per la Norvegia. Il 30 ottobre 1927, infatti, fu in campo nella sfida persa per 3-1 contro la Danimarca, quando sostituì Gunnar Christensen.